# سینما ستاره جنوب
سینما ستاره جنوب یک سینما در شهر بندرعباس است.
این سینما در سال ۱۳۸۳ با یک سالن به ظرفیت ۲۰۷ نفر تأسیس شده‌است.